# Surfin' on a Backbeat
Surfin' on a Backbeat é o terceiro álbum de estúdio do cantor alemão Sasha, lançado a 12 de novembro de 2001.
O disco atingiu o top dez na Alemanha, tendo tido menos sucesso que os álbuns anteriores. Contudo, foi certificado Ouro na Alemanha, com vendas superiores a 200 mil cópias. Deste disco saíram quatro singles, incluindo os "Here She Comes Again" e "This Is My Time," que fizeram parte do hino televisivo do Campeonato do Mundo de 2006.

## Faixas
1. "Rooftop" — 4:09
2. "Blown Away" — 3:21
3. "Turn It Into Something Special" — 4:41
4. "One Look in Your Eyes" — 4:13
5. "Here She Comes Again" — 3:55
6. "Everybody Loves You" — 4:31
7. "On And On" — 4:02
8. "Let's Get Closer" — 3:17
9. "Just a Second Away" — 4:14
10. "Drive My Car" — 3:45
11. "Days Like These" — 3:54
12. "Why Does Everybody Hurt" — 3:35